# Het Mooiste Pand van Nederland
Het Mooiste Pand van Nederland was een televisieprogramma van SBS6 dat wekelijks werd uitgezonden in de periode van februari tot april 2010. De presentatoren van het programma waren Nance Coolen en Henkjan Smits. Het was een vervolg op het voormalig AVRO-programma  Restauratie.

## Concept
Het concept van het programma bestond uit een aantal uitzendingen waarin vooraf geselecteerde panden werden voorgesteld aan de kijker, daarna volgden uitzendingen waarin een afvalrace van de panden centraal stond.
De objecten die meededen verkeerden meestal in matige of slechte staat. In de finale bepaalden de kijkers door te sms'en welk pand de winnaar werd van een opknapbudget ter waarde van één miljoen euro. Als winnaar werd uiteindelijk de Rhederhof in Rheden gekozen.
Echter, later in het jaar is de Rheder Hof de titel ontnomen, waardoor alsnog de Waakzaamheid in Koog aan de Zaan de titel won met bijbehorende geldprijs.

## Panden
| Rang   | Naam                          | Plaats                 | Provincie | Bouwjaar              | Foto |
| ------ | ----------------------------- | ---------------------- | --------- | --------------------- | ---- |
| Goud   | Rhederhof                     | Rheden                 | GD        | midden 19e eeuw       |      |
| Zilver | De Waakzaamheid               | Koog aan de Zaan       | NH        | 1626                  |      |
| Brons  | Het Ravelijn                  | Bergen op Zoom         | NB        |                       |      |
| 4      | Jan van Arkel (molen)         | Arkel                  | ZH        | 1852                  |      |
| 5      | Scheepswerf Duijvendijk       | Krimpen aan den IJssel | ZH        |                       |      |
| 6      | De Middenhof                  | Terwolde               | GD        |                       |      |
| 7      | Hospitaal                     | Hellevoetsluis         | ZH        |                       |      |
| 8      | Burcht                        | Wedde                  | GR        | ca. 1360              |      |
| 9      | Calicotweverij                | Zierikzee              | ZL        |                       |      |
| 10     | De Hengelclub Sassenhein      | Haren                  | GR        |                       |      |
| 11     | Kerk van Garsthuizen          | Garsthuizen            | GR        | 1870                  |      |
| 12     | Grote Kerk                    | Schermerhorn           | NH        | 1634-1636             |      |
| 13     | Oost-Leeuwenstein             | Heinenoord             | ZH        | Tweede helft 17e eeuw |      |
| 14     | Vliegveld Ypenburg            | Ypenburg               | ZH        | 1936                  |      |
| 15     | Stoffeerderij Hinthamerstraat | 's-Hertogenbosch       | NB        | 15e eeuw              |      |
| 16     | Het Gagelgat                  | Soest                  | UT        | 1712                  |      |